# Édouard Brisebarre
Édouard-Louis-Alexandre Brisebarre, est un dramaturge français né le 12 février 1815 à Paris et mort le 17 décembre 1871 à Paris 10e.

## Biographie
Élève au lycée Charlemagne, Brisebarre exerça comme greffier chez un avocat, puis obtint le poste de percepteur d'impôts, mais fut mis à pied presque aussitôt, et devint comédien. Cela ne lui réussit pas davantage : aussi s'essaya-t-il à l'écriture, et fut d'emblée acclamé du public avec la pièce La Fiole de Cagliostro (1835).
Brisebarre composera ensuite plus d'une centaine de pièces, le plus souvent en collaboration avec d’autres auteurs : quelques drames, mais surtout des vaudevilles, où le comique de situation et les mots à double sens côtoient souvent la farce pure et simple.
Il entreprend en octobre 1862 la résurrection d'un Théâtre-Historique dans la salle du Théâtre-Lyrique, boulevard du Temple, souhaitant comme Alexandre Dumas une scène pour accueillir ses productions mais condamné par les travaux de percement de la place de la République, le théâtre ferme définitivement le 21 octobre 1863.
Il est inhumé au cimetière du Père-Lachaise (71e division).

## Œuvres
- La Fiole de Cagliostro (avec Anicet-Bourgeois et Dumanoir), Théâtre du Palais Royal.
- La Vie en partie double  (1845) ;
- Un tigre du Bengale (1849) ;
- Drinn-Drinn (1851), en collaboration avec Charles Labie et Eugène Nyon ;
- La Première maîtresse (1852), pièce chantée en un acte, en collaboration avec Couailhac ;
- Les Pauvres de Paris, drame en 5 actes et 7 tableaux, en collaboration avec Eugène Nus, créée au Théâtre de l'Ambigu-Comique le 5 septembre 1856 ;
- Rose-Bernard (1857), drame ;
- Les Ménages de Paris (1859) ;
- Les Portiers (1860) ;
- Le Garçon de ferme (1861), drame ;
- La Maison Saladier (1861) ;
- Monsieur de la Raclée (1862), drame, en collaboration avec Eugène Nus ;
- Léonard (1863) ;
- La Vache enragée (1865), comédie ;
- Le Musicien des rues (1866), comédie ;
- Les Rentiers (1867), comédie ;
- Les Pauvres Filles (1867), comédie ;

Brisebarre a publié en collaboration avec Eugène Nus un recueil de nouvelles en deux tomes, Les Drames de la vie (1860).

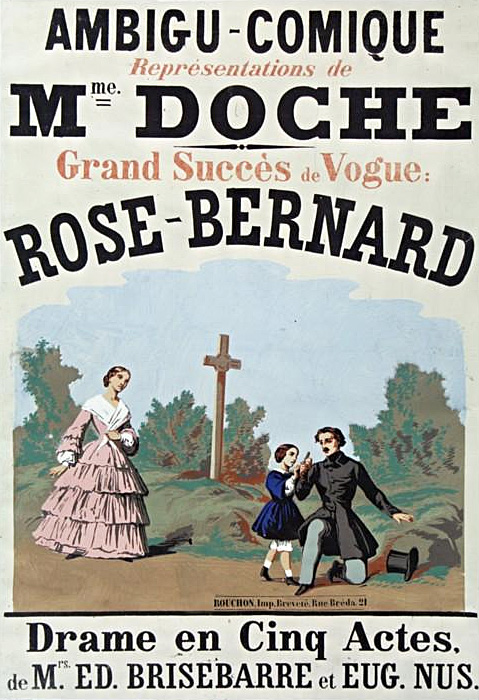
Rose-Bernard (1857)